# 李梅窻
李梅窻（1573年—1610年），原名李香今（이향금），字天香（천향），初號蟾初（섬초），後自號梅窻。由於生於癸酉日，而「癸」與「桂」同音，因此小名桂生（계생，也作癸生）、桂娘（}，也作癸娘），由於是全羅北道扶安郡人，又被稱為李扶安（이부안），朝鮮王朝宣祖時期女詩人、妓生。
李梅窻是縣吏李湯從的庶女，她擅寫漢詩、時調，被評為「有詩累百餘首膾炙一時」，擅長玄琴、歌舞，有集《梅窻集》（매창집。

## 诗作
以下是她的一首漢詩：
贈醉客(증취객) 

醉客執羅衫(취객집나삼)  

羅衫隨手裂(나삼수수열)  

不惜一羅衫(불석일나삼)  

但恐恩情絶(단공은정절)  
|  | 梨花纷纷洒满地，相拥而泣伤别离。秋风飒飒扫落叶，郎君可曾把我忘？千里外，孤梦中，悠忽飘缈何所向？——李梅窗时调《梨花》译诗:578 |